# تیاگو آگوستو
تیاگو آگوستو (انگلیسی: Thiago Augusto؛ زادهٔ ۲۰ مهٔ ۱۹۹۰) بازیکن فوتبال اهل برزیل-بحرین است.
از باشگاه‌هایی که در آن بازی کرده‌است می‌توان به باشگاه فوتبال منامه اشاره کرد.
وی همچنین در تیم‌های ملی فوتبال زیر ۲۰ سال برزیل و بحرین بازی کرده‌است.